# JunoCam

La atmósfera arremolinada de Júpiter vista por JunoCam.

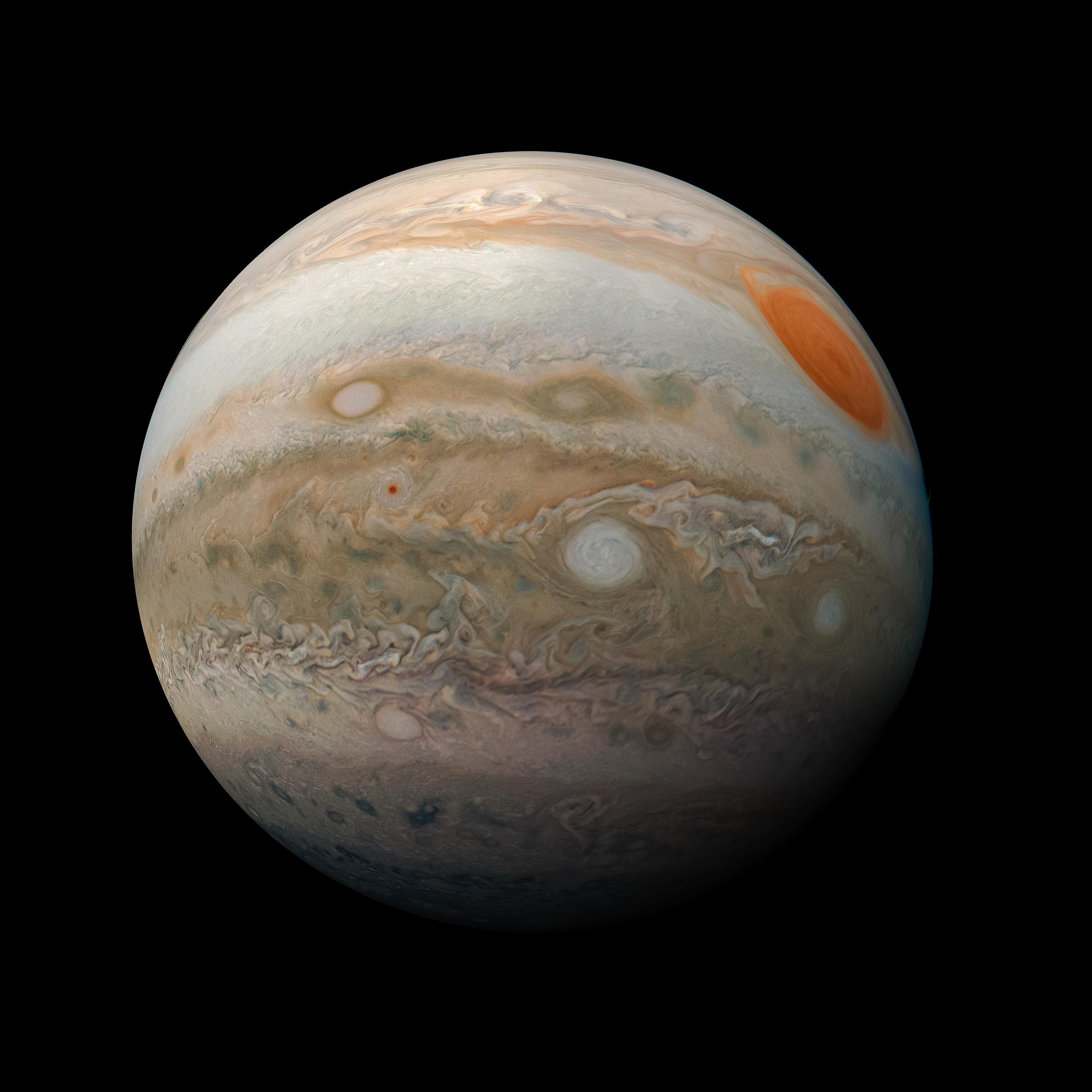
El Júpiter marmoleado de Juno, publicada por la NASA en marzo de 2019

JunoCam (o JCM) es la cámara/telescopio de luz visible de la sonda Juno que tiene como destino el planeta Júpiter, lanzada por la NASA el 5 de agosto de 2011. Realizada por Malin Space Science Systems.
Debido a limitaciones de telecomunicación, Juno solo podrá reenviar 40 megabytes de datos fotográficos de cada órbita durante 11 días. Limitando el número de imágenes que capturará y transmitirá durante cada órbita. Puede compararse a la misión Galileo, que consiguió capturar miles de imágenes a pesar de la lenta velocidad con que enviaba los datos (por problemas de antena)

## Galería multimedia

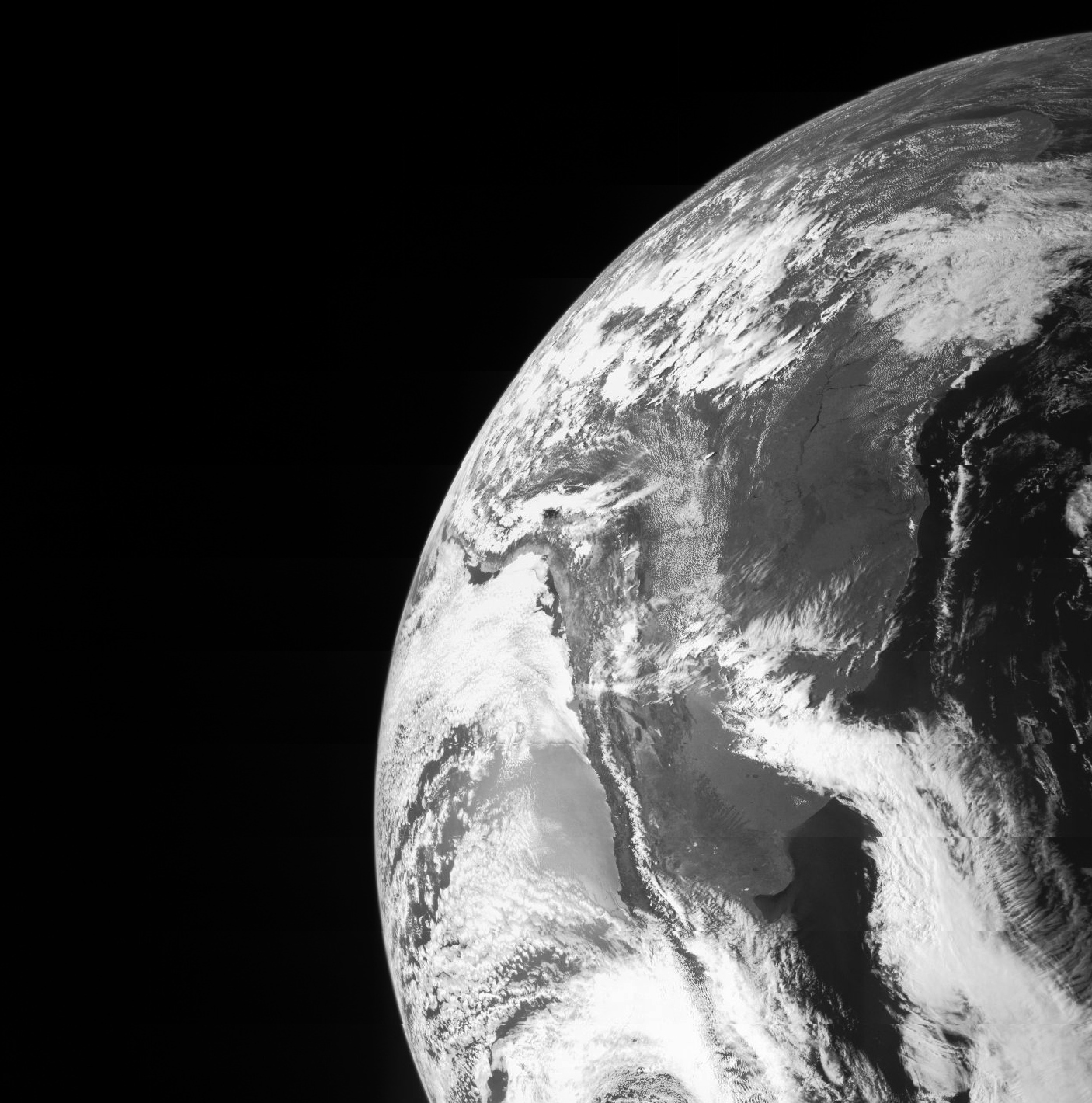
Vista de la Tierra con el dispositivo JunoCam en octubre del año 2013 durante el sobrevuelo de la sonda con rumbo a Júpiter.
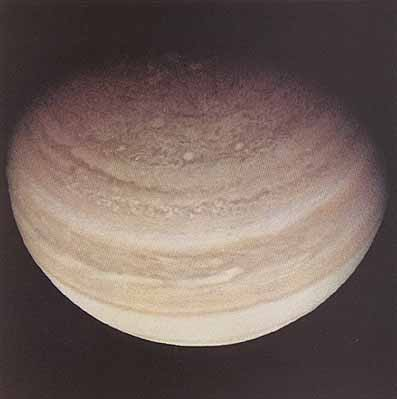
Región polar de Júpiter, año 1974, tomada por la sonda Pioneer 11 aprovechando la gravedad de Júpiter rumbo a Saturno.